# A varázsfuvola (opera)
A varázsfuvola (Die Zauberflöte) kétfelvonásos, német nyelvű opera. Emanuel Schikaneder (1751–1812) szövegkönyvét Wolfgang Amadeus Mozart zenésítette meg (KV 620). A mű valójában egyszerre nagyopera (opera seria – például Sarastro), vígopera (opera buffa – például Papageno vagy Papagena szerepe) és daljáték (Singspiel, azaz énekes és beszélt részek váltakozása). A Varázsfuvola Mozart egyik leggyakrabban előadott műve, egyúttal az egyik legösszetettebb is – utalásrendszere a legalapvetőbb szimbólumokat vonultatja fel. Mozart utolsó operája.

## A varázsfuvola keletkezése és jelentősége

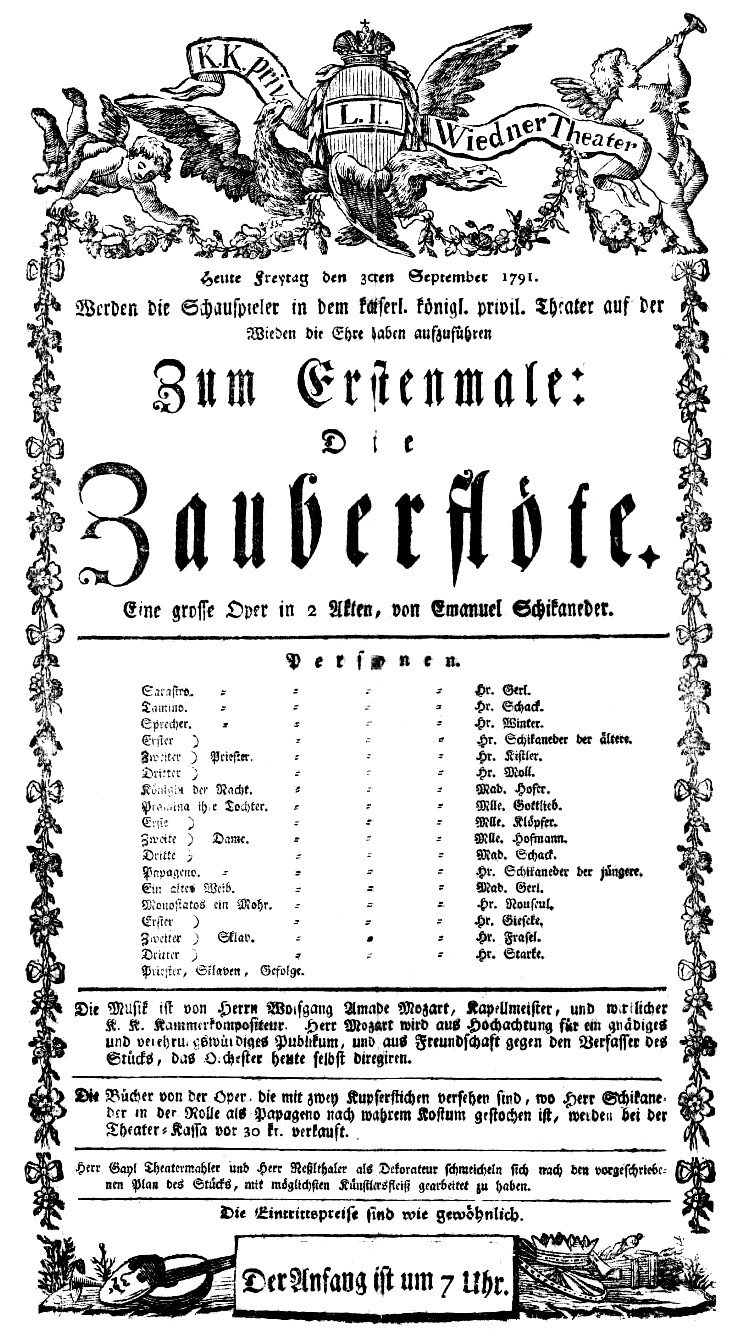
Az 1791-es ősbemutató plakátja

Mozart maga a színművet „német opera” alcímmel látta el. Az ősbemutató 1791. szeptember 30-án Bécsben zajlott, Schikaneder színházában, a Freihaustheaterben, amely a Starhemberg hercegtől bérelt épületben, a Freihaus auf der Wiedenben működött. Schikaneder maga játszotta Papagenót, az Éj királynőjét pedig Mozart sógornője, Josepha Hofer alakította. Az opera nem aratott azonnali sikert, azonban Schikaneder jó üzleti érzékének köszönhetően lassanként mégis népszerűvé vált. 1792 novemberében Schikaneder már a századik előadást jelenthette be a közönségnek. Mozart ezt az előadást már nem érhette meg, mivel 1791. december 5-én elhunyt.
A szövegkönyv alapjául August Jacob Liebeskind Lulu avagy a varázsfuvola (Lulu oder die Zauberflöte) című meséje szolgált. A tartalomban és a megzenésítésben Schikanedert és Mozartot erősen befolyásolta a szabadkőművesség szelleme. (A titkos társaság kalapácsütés-szignálja szólal meg a nyitányban, a második felvonás előhangjában, végül a fináléban.) Mozart maga is szabadkőműves volt, és közel állt a Born Ignác körüli bécsi felvilágosult tudósokhoz. Az opera sok gondolata a felvilágosodás eszméit tükrözi. (A 19. század elején sokáig tartotta magát az a mendemonda, hogy Mozartot páholytársai ölték meg, mert nyilvánosságra hozta titkaikat.)
Schikaneder szerződtetett egy jó tollú bécsi diákot, Johann Georg Metzlert (írói álnevén Carl Ludwig Giesecke), hogy segítsen neki a librettó megírásában. Metzler mineralógus diák volt, aki Born Ignác famulusaként tevékenykedett annak selmecbányai kísérleteiben, és jól ismerte a felvilágosodott tudóst és tanártársait a Selmecbányai Bányászati Akadémián. A fiatalember a Varázsfuvola férfiszereplőit ezekről a személyekről formázta meg. Sarastro személyéhez Born Ignác szolgált mintául. Tamino alakját valószínűleg egy másik sikeres magyar kutató, Müller Ferenc (1742–1825) szolgáltatta, a szónok figurájához a bölcs Nikolaus von Jacquin professzor (Mozart két kis bécsi házitanítványának édesapja) volt a mintakép, a gonosz Monostratos pedig a fejlődést gátló berlini professzor, Martin Heinrich Klaproth, Born Ignác ellensége volt. Végül a csetlő-botló Papagenót valószínűleg magáról Mozartról mintázták meg szövegkönyvíró barátai.
A librettó első magyar fordítását diáktársaival Csokonai Vitéz Mihály készítette, A boszorkánysíp címmel, de nem tudta befejezni, élete végéig dolgozott rajta. Magyarországon eleinte csak német színpadon adták: Budán 1793. február 17-én, Pesten 24-én. Első magyar fordítója Pály Elek volt; ennek szövegével adták Kolozsvárott az 1820-as években, valószínűleg más-más városban Varázssíp és Tündérsíp címmel. Mai címével Budapesten a Nemzeti Színház első évtizedeiben, Bájsíp cím alatt adta; hosszú pihentetés után 1877. február 17-én újították fel. 
Az opera bonyolultabb a korabeli daljátékoknál, különösen abban, hogy az Éj királynőjét először „jó tündérnek“ látjuk, aki Taminót és Papagenót varázshatalmú hangszerekkel (varázsfuvola, harangjáték) látja el, s csak később derül ki, hogy a Jó és a Bölcsesség ellenfele. Ezt az átlényegülést egyesek ellentmondásnak tekintették, szerintük az opera szövegének első részét írta Schikaneder, a nagyobb második rész pedig teljes egészében Metzler műve attól a töréstől kezdve, ahonnan az Éj királynőjéből gyűlölködő démon, míg az addig negatív figurának számító Sarastróból jóságos, bölcs humanista pap lesz.
A darab nagyon sokrétegű, és minden korosztály számára tartogat mondanivalót. A tízéves gyerekek elsősorban a mesét és a fülbemászó dallamokat élvezik benne, de a korabeli felnőtt közönség a titokzatos szabadkőműves gondolkodással is szembesült az előadáson. Az opera több dallama igen népszerű lett, ma is szinte „sláger”, mint Papageno és Papagena duettje és az Éj királynőjének áriája vagy „koloratúr ária” (Der Hölle Rache kocht in meinem Herzen). Beethoven, Hegel, Herder és Goethe tartoztak a Varázsfuvola csodálói közé.
Goethe írt egy folytatást az operához, amely töredék maradt, és egy dekorációvázlatot. Maga Schikaneder is írt egy második részt A labirintus, avagy harc az elemekkel (Das Labyrinth oder Der Kampf mit den Elementen) címmel, melyet Peter von Winter (1754–1825) zenésített meg.
1974-ben Ingmar Bergman egy azóta közismert filmes változatot készített A varázsfuvolából a Svéd Televíziónak („Trollflöjten“). 
2006-ban pedig Kenneth Branagh vitte filmre a cselekményét az első világháború idejébe helyezve.

## Szereplők
- Sarastro (basszus)
- Tamino-herceg (tenor)
- Beszélő (basszus)
- Első pap (tenor)
- Második pap (basszus)
- Harmadik pap (beszélő szerep)

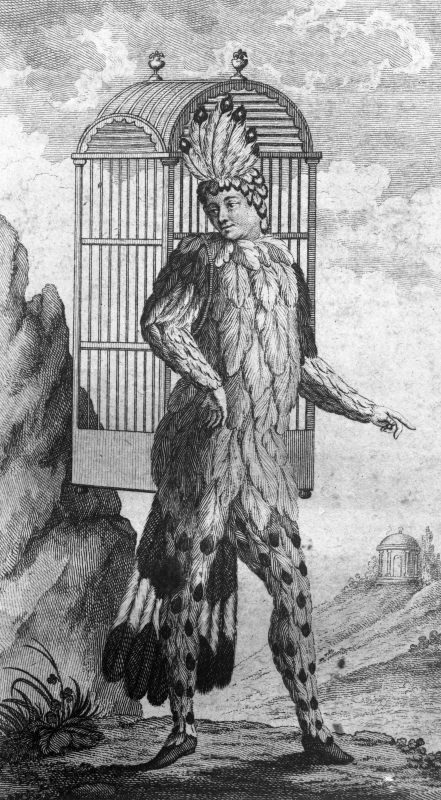
Emanuel Schikaneder Papageno szerepében az opera 1791-es bemutatóján

- Az Éj királynője – gonosz királynő (koloratúrszoprán)
- Pamina, a lánya – Tamino szerelme (szoprán)
- Első hölgy (szoprán)
- Második hölgy (mezzoszoprán)
- Harmadik hölgy (alt)
- Első fiú (szoprán)
- Második fiú (mezzoszoprán)
- Harmadik fiú (alt)
- Papageno – madarász fiú (bariton vagy tenor)
- Papagena – Papageno kedvese (szoprán)
- Monostatos, szerecsen (tenor)
- Első őrtálló (tenor)
- Második őrtálló (basszus)
- Három rabszolga (beszélő szerep)
- Kórus (papok, rabszolgák, kíséret)

Hely és idő: Egyiptom, meseidő

## Tartalom
Egy bölcs király összeházasodott a gonosz Éj királynőjével. Egy nap lányuk született, Pamina. A király faragott egy fuvolát, melyet megfújva minden állatot megszelídített, s mindenkinek melegség költözött a szívébe. Sarastro ( Ízisz és Ozirisz bölcs papja), a haldokló király kérésére Paminát a templomba vitte, hogy megvédje az Éj királynőjének a befolyásától. Azonban a királynő nem nyugszik bele és megbízta Tamino herceget, hogy szabadítsa ki a lányát. A herceg meg is találja, azonban próbákat kell kiállnia, hogy egyáltalán találkozzanak és beszélhessenek. Ezek során a jelleme fejlődik és ő is bölcs pappá válik. Tamino és Pamina egymásba szeretnek.

### Első felvonás

#### 1. szín: A vadonban
Taminót a vadonban egy kígyó támadja meg (itt énekli el az opera első áriáját: Segítség, segítség, hová, merre fussak… németül Zu hilfe…). Elájul, de három hölgy, az Éj királynőjének szolgálói, megmentik, hogy ne ölje meg a kígyó (Udvarhölgyek áriája szól erről). Mindhárman beleszeretnek Taminóba, és reménykednek, hogy megszerezhetik maguknak - elhagyják a színpadot.
Tamino felébred és találkozik Papagenóval (Papageno belépője ária), aki azzal henceg, hogy ő ölte meg a kígyót. Ezért a visszatérő szolgálólányok megbüntetik, nem tudja kinyitni a száját. Tamino az elrejtett Pamináról egy „csodálatos képet” kap az udvarhölgyektől (az opera egyik leghíresebb áriája: a kép ária). Megjelenik az Éj királynője és arra kéri Taminót, hogy szabadítsa ki a lányát, Paminát. A három hölgy megszabadítja Papagenót a szájzártól és Taminónak egy arany varázsfuvolát, Papagenónak egy harangjátékot ad. Három fiú vezeti Taminót és Papagenót további útjukon.

#### 2. szín: Sarastro palotájának egy terme
Paminát a szolgák a szerecsen Monostatos elé viszik, Sarastro palotájának egy pompás egyiptomi szobájába. Monostatos bilincsben hagyja Paminát, aki elájul. Papageno megjelenik és megijeszti Monostatost, aki elmenekül. Pamina Papagenótól értesül a mentőakcióról és Tamino szerelméről (a herceg beleszeretett a kép alapján). Papageno panaszkodik, hogy nincs társa (A férfi szívét szikra éri… kezdetű ária). Mindketten menekülnek (Friss a szándék, gyors a tett… az első felvonás fináléjának kezdete).

#### 3. szín: Erdőcske és a templom bejárata
A három fiú Taminót egy ligetbe vezeti, amelyben az értelem, a természet és a bölcsesség temploma áll. Az első kettőbe Tamino nem tud belépni; de a bölcsesség templománál felvilágosítást adnak neki Pamináról és Sarastroról.
Papageno és Pamina elérik az erdőcskét, de a menekülést Monostatos meghiúsítja. Sarastro megbünteti Monostatost Paminával szembeni viselkedéséért, azonban nem adja vissza Pamina szabadságát. Pamina és Tamino elismerik kölcsönös szerelmüket, de a hercegnek és Papagenónak először a próbák templomában kell megtisztulniuk (itt hangzik fel a bűvös csengettyűk című híres kórusmű: Mily szép ez, mily tiszta…).

### Második felvonás

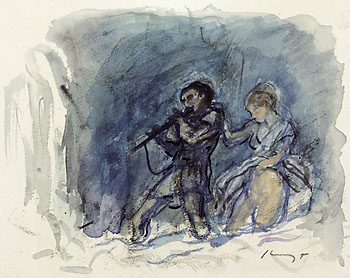
Tamino és Pamina (Max Slevogt 1920-as illusztrációja)

#### 1. szín: Egy pálmaliget
Sarastro papjai kihirdetik, hogy Tamino méltó Paminára. Paminát azonban nem szabad a babonát hirdető anyjának visszaadni, hanem Taminóval kell összeadni.

#### 2. szín: A próbák templomának udvara
Tamino és Papageno első próbája abban áll, hogy a kísértés során némának kell maradniuk. A három hölgy fellép. Tamino néma marad, de Papageno megtöri a hallgatását.

#### 3. szín: Egy kert, Pamina alszik
Pamina alszik a kertben, amikor Monostatos közeledik hozzá (Monostatos áriája: másnak bezzeg szép az élet…), majd megjelenik az Éj királynője (az opera talán leghíresebb koloratúr szoprán áriája: a bosszúária hangzik el az Éj-királynőjétől). Pamina ébredése után az Éj királynője egy tőrt ad neki, hogy megölje Sarastrot. Monostatos ezt kihallgatja, akit a Királynő távozása után Sarastro megjelenése űz el.

#### 4. szín: A próbák templomának egyik csarnoka
Tamino és Papageno második próbája. Ismét nem tud néma maradni Papageno - egy idős asszony vízzel kínálja. A három fiú elhozza nekik a varázsfuvolát és a harangjátékot. A próba alatt Pamina belép, de Tamino minden lelki szenvedése ellenére sem szegi meg a hallgatást. Pamina feltételezi, hogy a herceg már nem szereti őt, és emiatt elszomorodik.

#### 5. szín: Pyramiden
A papok Taminót erényesnek éneklik meg: Sarastro megdicséri Tamino állhatatosságát, és két további próbát jelent be.

#### 6. szín: A próbák templomának egyik terme
Papageno egyedül van; bejelentik neki a büntetésének feloldását. Az idős hölgy megjelenik és átváltozik fiatal Papagénává. Mindkettejüknek türelmeseknek kell még lenniük.

#### 7. szín: Kertben
Pamina a kertben van és a szerelmében való csalódás miatt azt tervezi, hogy tőrrel vessen végett az életének. De a három fiú megváltoztatja az elhatározásában.

#### 8. szín: Kövek, víz és tűzbarlang
Tamino és Pamina egymásra lelnek: engedélyt kapnak, hogy beszéljenek és megöleljék egymást. A varázsfuvola segítségével sikerül átjutni a vízen és a tűzön.

#### 9. szín: Nyílt szín egy fával

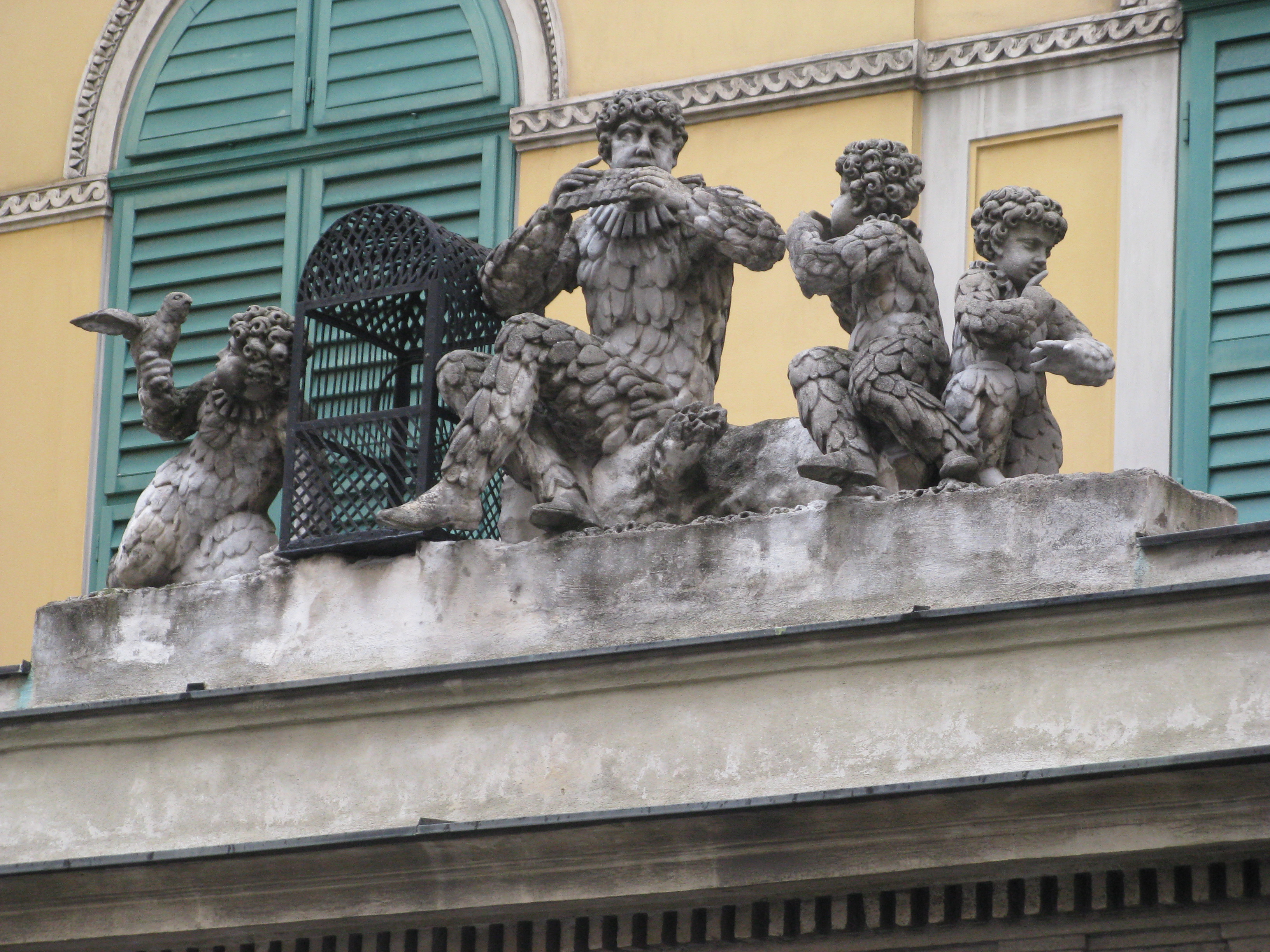
A Theater an der Wien Papageno-kapujának szoborcsoportja

Papageno jön, hogy fel akarja akasztani magát egy fára; mivel azt hiszi, hogy nem nyerte meg Papagenát. A még időben érkező három fiú azt tanácsolja neki, hogy szólaltassa meg a harangjátékot, hogy Papagenát odacsalogassa. Papagena megjelenik, egymásra találnak, s rögtön „családtervezésbe” kezdenek.

#### 10. szín
Az Éj királynője és Monostatos fáklyákkal jönnek, a templom lerombolását tervezik. Monostatosnak ehhez Paminát meg kell nyernie, az anyja mellé állítania. A kísérletben azonban saját maguk pusztulnak el, villámlás és mennydörgés közepette az örök éjbe zuhannnak.
[Ezt a színt korábban gyakran kihagyták, manapság azonban általában beépítik az előadásba.]

#### 11. szín
A színt a Nap ragyogja be. Sarastro egymásnak adja a papi ruhába öltözött Taminót és Paminát.

## A nyitányról
A szabadkőművesek számszimbolikájára utal a nyitány elején felhangzó három akkordütés; a nyitány Esz-dúr hangneme a darab emelkedett szellemét jelzi.
A lassú bevezetés áhítatot ébreszt: Sarastro világának előhírnöke. A gyors szonátatétel fúga módjára kezdődik, témáját a kortársak Clementi zongoraszonátájából ismerhették. A nyitánynak kontrapunktikus-tematikus indítása Mozart „tudós” stíluskorszakának utolsó, ragyogó periódusát idézi fel (az operában a két páncélba öltözött titokzatos ember megjelenésénél lehetünk tanúi e stílus szuverén elsajátításának). Hermann Abert pompásan jellemzi a Varázsfuvola nyitányának viszonyát magához az egész műhöz: mint a többi Mozart-opera nyitánya, ez is utoljára íródott, a darab befejezése után. Mozart így nem élte át ismét a darab konfliktusait, csak visszaemlékezett rájuk, tehát a nyitányt nem annyira a Varázsfuvola maga, mint inkább az abból leszűrt élmény hangulata ihlette.
A három szabadkőműves-kopogtatás a szonátatételben is formaalkotó szerepet kap és nyilván része van a mollba forduló fúgatéma küzdelmessé válásában. Ez a küzdelem mindaddig tart, amíg az állhatatosság és erő jelképe, a nap – ez esetben a fényes és biztató Esz-dúr hangnem – be nem ragyogja a visszatérési szakasz felszabadult, megkönnyebbült, harmonikus világát.

## Az opera legismertebb részletei
- Der Vogelfänger bin ich ja – Papageno dala az I. felvonásban (Papageno belépője)
- Dies Bildnis ist bezaubernd schön – Tamino áriája az I. felvonásban (Kép-ária)
- Zum Leiden bin ich auserkoren – az Éj királynőjének áriája az I. felvonásban
- Bei Männern welche Liebe fühlen – Pamina és Papageno kettőse az I. felvonásban (Ha férfi szívét szikra éri…; ennek dallamára írta Beethoven Esz-dúr gordonka–zongora-variációit [WoO 46])
- Wie stark ist nicht dein Zauberton – Tamino áriája az I. felvonás fináléjában
- Das klinget so herrlich – a rabszolgák kórusa az I. felvonás fináléjában (bűvös csengettyű kórus)
- O Isis und Osiris – Sarastro F-dúr áriája a II. felvonásban
- Der Hölle Rache kocht in meinem Herzen – az Éj királynőjének áriája a II. felvonásban (Bosszú ária)
- In diesen heil'gen Hallen – Sarastro E-dúr áriája a II. felvonásban (Csarnok-ária)
- Ach ich fühl's, es ist verschwunden – Pamina áriája a II. felvonásban
- O Isis und Osiris, welche Wonne! – papok kara (férfikar) a II. felvonásban
- Ein Mädchen, oder Weibchen – Papageno dala a II. felvonásban (egy tűzről pattant lányka…; ennek dallamára írta Beethoven F-dúr gordonka–zongora-variációit [op. 66])
- Pa-Pa-Pa-Pa-Papagena – Papageno és Papagena kettőse a II. felvonás fináléjában

## Meghallgatható felvételek
A nyitány

Probléma esetén lásd:Médiafájlok kezelése.
Induló a II. felvonásból

Probléma esetén lásd:Médiafájlok kezelése.
Az Éj királynőjének áriája a II. felvonásban

Probléma esetén lásd:Médiafájlok kezelése.